# 2020년 바그다드 국제공항 공습
2020년 바그다드 국제공항 공습은 1월 3일 미국과 이란 사이의 관계가 악화되던 와중 미국은 바그다드 국제공항 인근을 지나고 있던 이란 이슬람 혁명수비대 소속 쿠드스군 사령관 가셈 솔레이마니와 인민동원군 부사령관 아부 마흐디 알무한디스를 비롯한 10명을 드론 공습으로 사살한 작전이다. 이 공격은 페르시아만 위기 도중 시행한 것으로, 페르시아만 위기는 2015년에 체결된 이란 핵합의 과정에서 2018년 미국이 탈퇴한 이후 이란에 제재를 가함으로써 시작했다. 2019년 12월 27일, 이라크 K-1 공군기지가 공격을 받아 미국인이 사망하자, 미국은 2019년 12월 이라크와 시리아에 공습을 감행해 이란의 지원을 받은 카타이브 헤즈볼라 요원 25명을 사살하는 것으로 보복했다. 며칠 후, 시아파 민병대와 지지자들이 그린 존에 있는 바그다드 미국 대사관을 공격하여 재보복했다. 이에 트럼프는 배후에 이란이 있다고 생각하고, 공격을 감행했다.
가셈 솔레이마니의 사망으로 미국과 이란 사이의 분쟁에 대한 공포가 확산되었다. 이란 지도자들은 미국에 복수할 것을 결의했으며, 미국 정부 관계자들은 이란이 지원하는 이라크 내 무장단체들이 위협으로 느껴져 선제공격을 가한 것이라고 주장했다. 중화인민공화국과 러시아, 이라크는 이 공격을 비난했으며, 이라크 의회는 미군 철수를 결의했다. 한편, 캐나다, 이집트, 프랑스, 영국, 인도, 말레이시아, 독일, 파키스탄, 사우디아라비아, 카타르 등은 평화적인 해결을 촉구했다.

## 배경
미국은 내재된 결단 작전의 일환으로써, 이라크에 2014년부터 개입했고, 미국 주도의 임무는 이라크 레반트 이슬람 국가를 격퇴하고 이라크군을 반IS 연합에 참가시켜 훈련과 작전하는 것이 목표였다. 이라크 총리에 따르면 2017년 이라크 정부는 이란이 지원하는 시아파 민병대인 인민동원군과 미국의 지원을 받고 있던 이라크군의 도움으로 IS를 대부분 격멸했다.
2018년 미국 대통령 도널드 트럼프가 2015년 이란 핵합의에서 탈퇴하고 이란에 제재를 다시 가하면서, 이란 경제가 큰 타격을 입었고 미국은 이란에 맞서 최대의 압박을 가한다는 전략을 채택함에 따라 미국과 이란 사이에 갈등이 고조되었다.

### 가셈 솔레이마니
미국 대통령 조지 W. 부시와 버락 오바마는 가셈 솔레이마니를 타겟으로 삼았다가 이를 번복했는데, 이는 전면전을 우려했기 때문이었다. 옛 CIA 요원 마크 폴리메로풀로스는 뉴욕 타임즈에서 미국이 사살한 다른 적들과는 달리 가셈 솔레이마니는 공개적으로 작전을 펼치는 것에 익숙했고 찾는 것이 어렵지 않았다고 말했다. 가셈은 그 스스로 사진을 찍었고, 공개적으로 미군을 비난했다.
2015년 9월, 라디오 진행자 휴 헤위트는 도널트 트럼프에게 솔레이마니에 대해 물었다. 처음에 쿠르드족 지도자로 헷갈려 하던 트럼프는 솔레이마니 같은 지도자는 트럼프 자신의 행정부가 들어서면 사망할 것이라고 말했다. 2015년 이스라엘이 시리아 땅에서 솔레이마니를 암살하려고 시도했지만, 오바마 행정부가 들어섰던 미국에서는 이란 지도층에게 이스라엘의 작전을 공개했다.
2019년 8월 25일, 이스라엘의 외교부 장관 이스라엘 카츠는 이스라엘은 뱀 같은 이란과 뱀의 이빨인 가셈 솔레이마니를 공격할 것이라고 말했다. 2019년 10월 이슬람 혁명수비대 정보국장인 호세인 탭은 솔레이마니를 암살하려는 이스라엘과 아랍 측의 계획을 퍼뜨린 불특정 다수를 체포했다고 언론에 공개했다. 호세인은 암살계획이 이란 내부의 종교전쟁을 촉발시켜 이란 내부의 권력 투쟁처럼 보이게 했다고 덧붙였다. 이에 대응해 이스라엘 국외정보국 모사드의 국장 요시 코헨은 2019년 10월 솔레이마니는 자신을 암살하겠다는 것이 불가능하다는 것을 알고 있었다고 반박했다.

## 서막

### 관계의 악화
이라크 민병대는 리우터에 2019년 10월 가셈 솔레이마니는 이라크에 있던 카타이브 헤즈볼라 요원들과 미국에 대한 공격을 논의하기 위해 만났다고 밝혔다. 이러한 공격은 이란의 영향력이 커지는 것에 반대한 2019년 이라크 시위의 연장선에서 계획한 것으로, 솔레이마니와 그의 동료들은 미국의 복수 작전을 촉발해 이라크 국민들의 분노를 미국에 돌리려고 했다. 솔레이마니가 카타이브 헤즈볼라를 선택한 이유는 미국이 카타이브 헤즈볼라를 찾기 어려우며, 카타이브 헤즈볼라가 로켓 발사대를 탐지하는 드론을 보유하고 있었기 때문이었다. 민병대 사령관들은 리우터에 솔레이마니가 2019년 가을 항공기 운송을 명령했다고 밝혔다.
2019년 12월 27일 내재된 결단 작전의 동맹군 군인을 초청한 이라크의 주요 군 기지 중 하나인 K-1 공군 기지가 30발의 로켓 공격을 받았고, 이로 인해 미국 민간인 연락자 1명이 사망하고 4명의 미군 요원과 2명의 이라크 보안군이 부상을 입었다고 주장했다. 미국은 카타이브 헤즈볼라가 공격의 배후라고 비난했다. 더욱이 미국의 고위급 관료는 12월 27일 사건이 터지기 2달 전부터 이라크 기지에 11번의 공격이 있었다고 주장했고, 대부분의 공격은 미국이 카타이브 헤즈볼라의 소행이라고 주장했다. 2019년 12월 29일 미국은 카타이브 헤즈볼라의 본부에 공습을 가해 25명의 민병대원을 사살하고, 55명에 부상을 입혔다.
2019년 12월 31일, 카타이브 헤즈볼라 대원들의 장례식을 치른 후, 이라크 시아파 민병대 수십 명과 시아파 지지자들이 그린 존으로 행진하며 미국 대사관 일대를 포위했다. 수십명의 시위자들이 체크포인트의 정문으로 돌진해 인민동원군 깃발과 반미 포스터를 게제하고 반미 그래피티를 그렸다. 미국 대통령 도널드 트럼프는 이란이 대사관 공격을 조율하였고 이에 대한 책임을 물을 것이라고 밝혔다. `이란 외교부 장관은 이란이 시위의 배후에 있었다는 사실을 부인했다.

### 트럼프의 브리핑
2019년 카타이브 헤즈볼라 폭격 이후, 도널드 트럼프의 마르아라고 리조트에서 안보 브리핑이 열렸으며 마이크 폼페이오와 마크 에스퍼 국방부 장관, 마크 A. 밀리를 비롯한 참모진과 트럼프가 이라크 내 반미공격을 지원한 이란에 대해 어떻게 대응할 것인지 논의되었다. 미국 측이 이라크 내 미군을 공격한 조력자로 여기던 이란의 가셈 솔레이마니를 표적 사살하는 것이 트럼프의 선택사항 중 하나로 등록되었다. 트럼프는 솔레이마니를 표적 사살하는 것을 선택했다. 미국 정보기관과 CIA는 다마스쿠스에서 바그다드까지의 비행을 통해 솔레이마니가 어디를 오갔는지를 추적했고, 이라크 민병대와 만났다는 보고가 들어왔다. 솔레이마니가 미국 편이었던 이라크 정부 인사와 만날 예정이었다면, 미국은 공습을 취소할 예정이었다.
"워싱턴 포스트"에 따르면 트럼프는 현재 진행 중인 페르시아만 위기에 결정적인 무언가를 보여주고자 한 욕구로 인해 솔레이마니를 사살하는 것을 선택했다. 2019년 여름 미국 드론이 이란 영공에서 격추된 이후 이란공습을 취소하자 언론 보도가 악화된 것을 인지했다. 워싱턴 포스트에서 법률 자문가들은 트럼프가 2012년 벵가지 공격을 마음 속에 두고 있었다고 말했다. 폼페이오는 공습 몇 달 전에 트럼프에게 솔레이마니를 죽일 것을 논의했지만 대통령이나 국방부 측으로부터 지지를 얻지 못했다.
"뉴욕 타임즈"에 따르면 2019년 12월 28일 트럼프는 솔레이마니를 타겟으로 삼는 것에 반대했지만, 12월 31일 이란의 지원을 받는 시위자들이 바그다드 미국 대사관을 공격했다는 소식에 화가 나 이와 같은 결정을 했다. 2020년 1월 2일 트럼프는 결정을 내렸고, 자문가들에게 가장 강력한 선택사항을 요구했다. 펜타곤 고위 장성들은 트럼프의 결정에 얼어붙었다. 뉴욕 타임즈에 따르면 미국 장성은 솔레이마니가 미국을 공격하려는 계획에 대한 정보는 희박했고, 아야톨라가 솔레이마니에게 그런 작전을 승인한 적이 없었다고 밝혔다. 하지만 밀리에 따르면 정보는 명확하고 애매모호하지 않았다. 폼페이오와 마이크 펜서 부통령은 이란에 대해 복수할 것을 주장했다.

## 공격

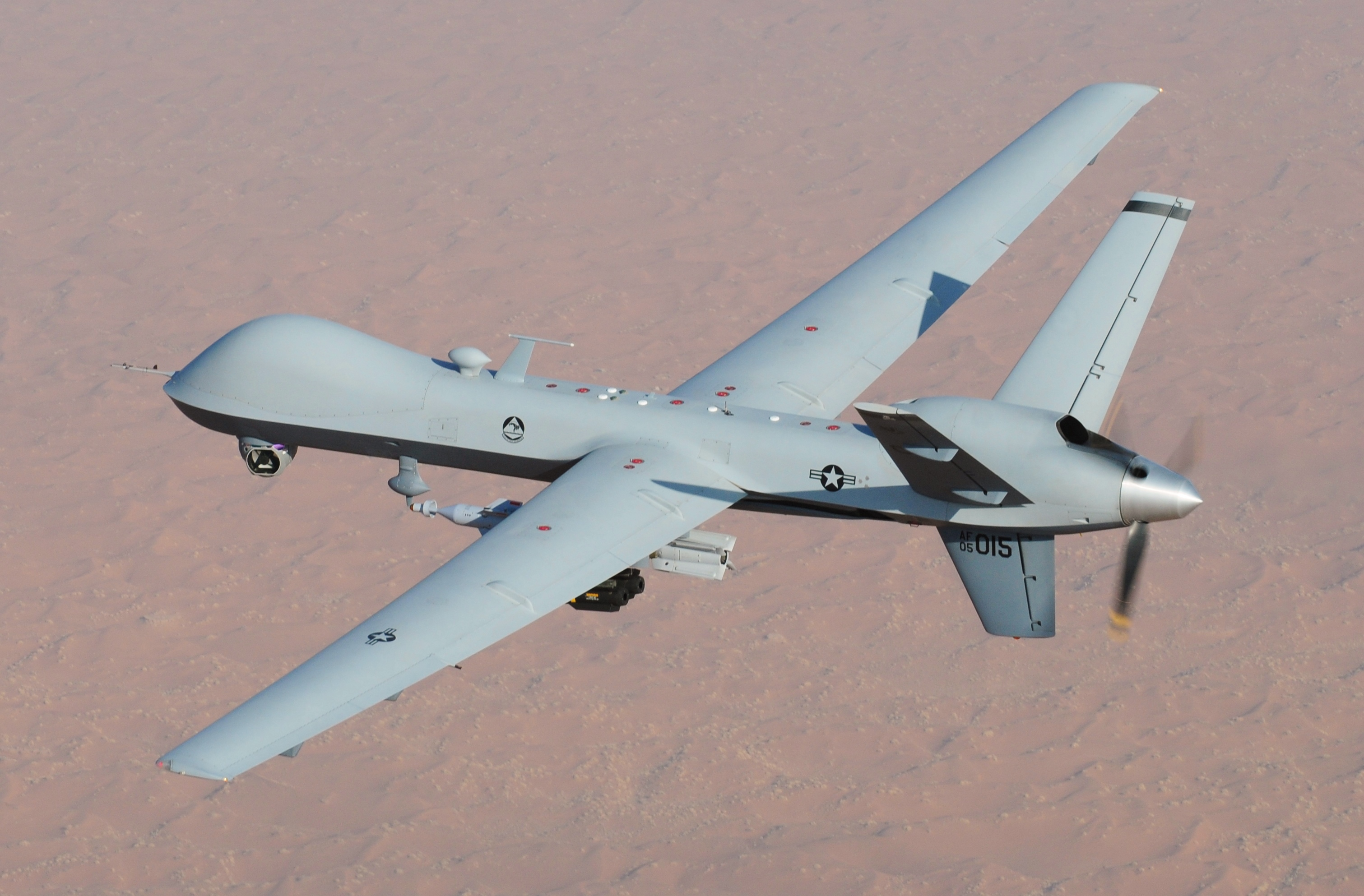
MQ-9 리퍼

2020년 1월 3일, 솔레이마니의 비행기가 바그다드 국제공항에 도착했을 때, 미국 공군의 MQ-9 리퍼 드론과 다른 군용기들이 이 지역을 배회하고 있었다. 아부 마흐디스 알무한디스를 비롯한 친이란 무장단체 인물들과 솔레이마니는 차량 2대를 타고 바그다드를 향해 공항으로 출발했다. 지역 시간으로 오전 1시에 MQ-9 리퍼는 미사일 몇 개를 발사했고, 차량 2대는 화염에 휩싸인채 뒤집혔으며, 10명의 사람들이 사망했다.
사건이 발생하자 미국 국방부는 공습이 "대통령의 지시"로 이뤄진 것이며 미래에 발생할 공격들을 막으려는 의도였다고 전했다. 트럼프는 솔레이마니가 미국 정치가들과 군인들에게 공격을 준비하고 있었고 바그다드 내 미국 대사관에 공격을 승인했다고 단언했다.

### 사망자

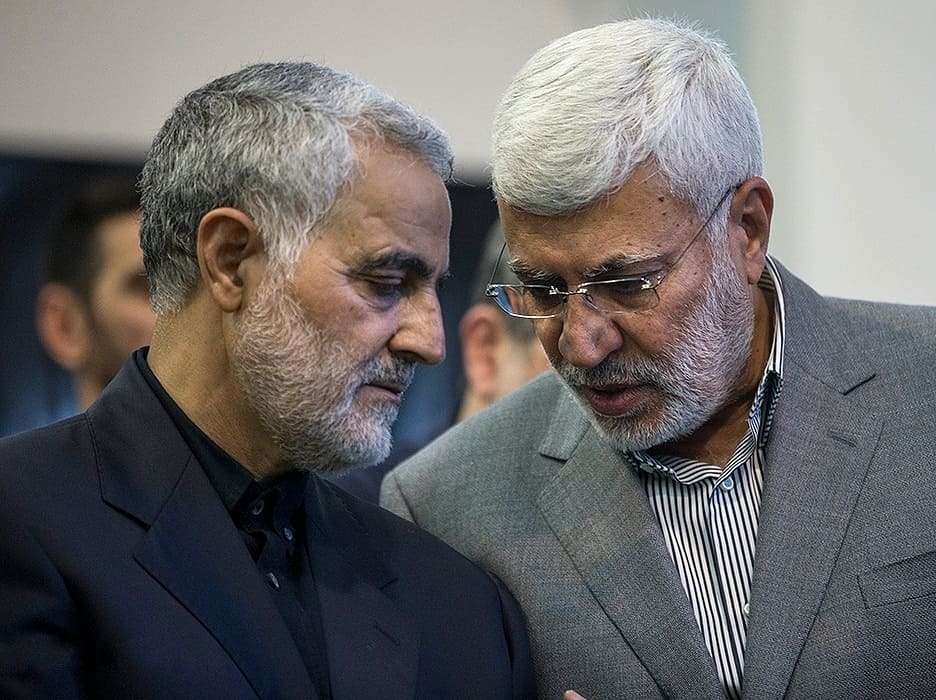
바그다드 국제공항 공습으로 사망한 가셈 솔레이마니와 아부 마흐디 알무한디스.

솔레이마니의 시신은 솔레이마니가 끼던 반지를 통해 확인되었다. DNA 결과가 사망자의 신원을 확인하고 있는 중이었기 때문에 고위급 펜타곤 장교는 솔레이마니가 식별될 가능성이 매우 높다고 언급했다. 인민동원군의 대변인 아흐메드 알 아사디는 솔레이마니와 무한디스의 사망을 확인했다. 아야톨라 알리 시스타니 측은 IS 테러리스트들을 격퇴했던 몇몇 사령관들이 사망했다고 주장했다.
이슬람 혁명수비대는 10명이 사망했으며 솔레이마니를 제외하고 이란 이슬람 혁명수비대 소속 호세인 푸르자파리, 샤루드 모자파리니아, 하디 타레미, 바히드 자마니안 등 총 4명이 사망했다고 밝혔다. 나머지 5명의 사망자는 이라크 인민동원군 소속으로, 부사령관 아부 마흐디 알무한디스, 무하메드 레자 알자베리, 모하마드 알시바니, 하산 아부 하디와 헤이다르 알리였다.
뉴욕 타임즈는 제2차 세계 대전 당시 복수 작전에 공습을 비유하면서, "미국이 외국의 주요 군 지도자를 사살한 마지막 사건"이라고 밝혔다.

## 장례식
1월 4일, 솔레이마니와 알무한디스를 비롯한 이라크와 이란 장교들의 장레식이 바그다드에서 열렸고, 이라크 총리 아딜 압둘마흐디를 비롯한 수천명의 조문객이 참석했다. 조문객들 중 일부는 "미국에 죽음을! 이스라엘에 죽음을!"이라는 구호를 외쳤다. 운구행렬은 바그다드의 시아파 성지인 알카디미야 모스크에서 시작해 그린 존을 거쳐 시아파의 성지인 카르발라와 나자프를 지났다. 나자프에서 알무한디스와 이라크 측 사망자들이 안치되었고, 솔레이마니와 이란 측 사망자는 이란에 보내졌다. 바그다드에서 조문이 이어진 다음, 불명의 인물이 미국 대사관과 미국 바라드 공군기지에 로켓을 발사했다. 중동을 관할하는 미국 중앙 사령부는 1월 4일 간헐적인 로켓 공격에서 미국인 사상자는 발생하지 않았다고 주장했다.
솔레이마니와 이란 측 사망자가 1월 5일 이란에 도착했고, 아바즈를 시작으로 마슈하드를 비롯한 이란의 여러 도시에서 추모 행렬이 이어졌고, 총 100만 명의 조문객이 참석했다. 이란은 테헤란에서의 조문을 취소했는데, 이는 마슈하드의 조문객이 예상보다 많아 테헤란에서 참석자를 통제하기 어렵다고 판단했기 때문이었다. 이란 정부는 솔레이마니의 시신을 1월 6일 쿰으로 옮겨 모두가 조문 행렬에 참석할 수 있도록 했고, 1월 7일 솔레이마니의 고향인 케르만에 안치할 예정이다.
2020년 1월 7일, 케르만에 있는 솔레이마니 매장지에서 최소 35명이 사망했다. 그 결과 매장은 나중에 연기되었다.

## 여파

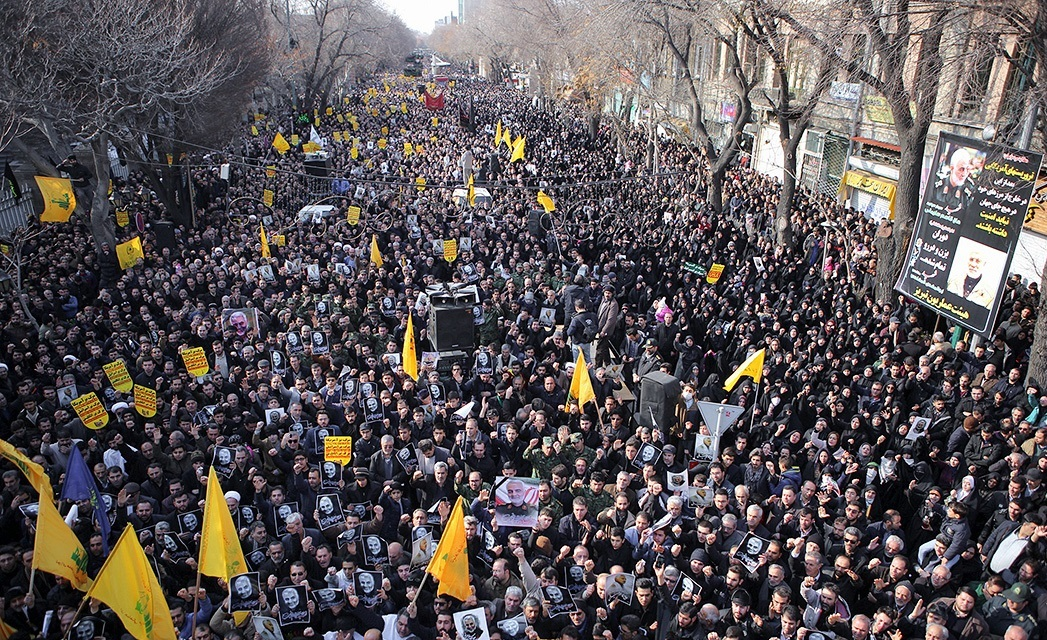
솔레이마니 사망 이후 이란에서 시위가 벌어지고 있다.

솔레이마니와 알무한디스의 죽음으로 미국과 이란 사이의 긴장이 높아졌다. 이란 정부 대변인은 "범죄행위 공격"에 대해 논의하기 위해 특별회의가 진행되었다고 밝혔다.
국제 유가는 공습의 여파로 4% 이상 상승했고 런던 증권거래소에서 BP, 로열 더치 쉘의 석유 증시가 올라갔다. 노스럽 그러만, 록히드 마틴, 레이시온 등 무기회사의 주식도 사건의 여파로 올라갔다. 미국과 아시아 주식은 하루 만에 뒤바뀌었고, 투자자들은 안전한 투자처인 금, 엔화, 장기 채권 등의 자산으로 이동했다.
2020년 1월 3일 바그다드 미국 대사관은 미국인들에게 이라크를 즉시 떠날 것을 권고했다. 다음 날 영국은 쿠르드 지역을 제외한 이라크로의 여행과 꼭 필요하지 않은 이상 이란으로의 여행을 자제하라고 경고했다. 오스트레일리아 정부 역시 "이라크를 최대한 빨리 떠날 것"을 오스트레일리아 국민에게 당부했다. 1월 5일 영국은 호르무즈 해협에서 영국 해군이 영국 깃발이 있는 선박들을 호위할 것이라고 선언했다.
바그다드 공항 공습 이후, 이라크 국영 언론은 바그다드 북쪽에 있는 타지에서 이라크 인민동원군의 의료 수송대가 공습을 받았다고 보고했다. 이라크 육군자료에 따르면 이 공격으로 사망자 6명과 중상자 3명이 발생했다. 누가 이 공격을 주도했는 지에 대해서는 정보가 없지만, 내재된 결단 작전의 대변인 마일스 B. 카긴스 3세는 동맹군이 주도한 것이 아나라고 말했으며, 이라크 합동작전사령부는 그러한 공격이 없었다고 부인했다. 이라크 인민동원군은 수송대에 고위급 사령관이 없었다고 밝혔고, 이맘 알리 여단은 지도자의 사망을 부인했다. 인민동원군은 타지의 의료수송대가 공격을 받은 적이 없다고 부인했고, 이라크군이 공격이 발생하지 않았으며 이 공격은 이전 공항 공습으로 인해 잘못 퍼지게 된 루머였다고 밝혔다.
프랑스 24는 가셈 솔레이마니의 표적 사살은 세계 전역에 경종을 울렸으며, 중동 지역 내 미국의 이익에 반하는 이란의 복수 작전으로 인해 더 큰 분쟁이 발생할 수 있다고 말했다. 리우터는 솔레이마니 지도자들을 포함한 몇몇 이란인들이 경제적 어려움과 부패의 시기에 전쟁이 발발할 지도 모른다고 공포에 떨었다. 나이가 든 이란인들은 이란-이라크 전쟁를 회상하기도 했다.

## 대응

### 이란
이란의 최고지도자 알리 하메네이는 3일간의 국가 조문일을 선포하고, 미국에 맞서 처절히 복수할 것이라고 다짐했다. 대통령 하산 로하니 역시 이란은 복수를 할 것이다라고 말했다. 옛 이란 혁명수비대 사열관 모센 레자이는 "솔레이마니는 순교자 전우들에게 갔지만, 우리는 미국에게 처절한 복수를 할 것이다"라고 포스트했다.
이란 외교부 장관 모하마드 자바드 자리프는 트위터에 공격은 "매우 위험하고 어리석은 결정"이었다고 게재하며 "미국 테러리스트 군대가 솔레이마니 사령관을 암살한 잔혹함과 멍청함은...... 의심할 여지 없이 지역내 저항의 나무를 만들 것이다"라고 언급했다. 이란 정보 및 통신기술 장관 모하마드자바드 아자리 자흐로미는 트럼프를 ISIL, 아돌프 히틀러, 칭기즈 칸에 비유하면서 "양복을 입은 테러리스트"라고 말했다.
2020년 1월 4일 피의 복수를 상징하는 붉은 깃발이 잠카란 모스크에 내걸렸다. 2020년 1월 5일, 이란은 2015년 핵 합의에서 탈퇴하되, 유엔의 핵 감시망 기구와는 지속적으로 협의할 것을 선언했다. 선언문에서 "제제가 완화된다면..... 이슬람 공화국은 규약을 지킬 준비가 되어 있다"라고 덧붙였다.

### 이라크
총리 아델 압둘 마흐디는 미국의 공격을 비난하면서 암살에 대해 명백한 주권 침해라고 말했다. 아델 압둘 마흐디는 이라크 주둔 미군에 대한 합의를 위반한 것이며, 이라크 안보와 주권은 이 법에 저촉되지 않아야 한다고 말했다. 이라크 합동작전군의 매체는 공격 이후 불에 타 파괴된 차량의 사진을 게재했다. 이라크 의회 대변인 모하메드 알 할부시는 이라크 주둔 미군의 철수를 결의했다. 사드르 운동과 평화 중대의 사령관인 무크타다 알사드르는 그의 지지자들에게 "이라크를 방어할 준비를 하라"고 명령했다.
알마나르는 일요일의 특별 회의를 통해 170명의 이라크 법률 자문가들이 이라크에 주둔한 미군의 철수를 요구하는 정부의 법안을 체결했으며, 150명이 법안이 통과되어야 한다고 표결했다고 보고했다. 총 329명의 법률가들이 이 법안에 참여했으며, 루다우 미디어 네트워크는 170명의 이라크 법률 자문가들이 시아파라고 언급하며 이라크 의회는 외국 군대를 축출하는 결의안에 대해 어떠한 법적 결과도 가져오지 못한다"고 보도했다. 알자지라는 이라크 정부는 이라크 내에서의 군사 작전을 종결시키고 승리를 얻음으로써 이슬람 국가와 싸우는 국제 동맹으로부터의 지원에 대한 요청을 폐지하였다. 이라크 정부는 이라크 땅에서 외국군을 주둔시키지 않기 위해 노력해야 하며, 이라크의 영토, 영공, 영해를 어던 이유에서도 사용하지 못하게 해야한다"라고 보도했다. 이라크 정부는 결의안을 통과시켰다. 이 결의안에 맞서 트럼프는 이라크에 제재를 가할 것이라고 협박하며, 이라크 내 미군 시설들에 대한 배상금을 요구했다.

### 미국
미국 대통령 도널드 트럼프는 미국이 공격의 배후임을 확인하기 직전인 2020년 1월 3일 오전 3시에 성조기를 트위터에 올렸다. 이후 대중연설에서 그는 솔레이마니가 미국인들에 맞서 즉각적이고 위협적인 공격을 계획 중이었기 때문에 공습을 승인했다고 말했다. 그는 "우리는 전쟁을 막기 위한 행동을 지난 밤 했습니다. 우리는 전쟁을 시작하기 위한 행동을 한 것이 아닙니다"라고 덧붙였다. 그는 또한 이란의 정권 변화를 추구하지 않았다고 주장했다. 1월 4일, 트럼프는 이란이 미국인이나 미국의 자산을 공격할 때를 대비해 52개의 목표를 선정했다고 밝혔다. 52개의 목표는 주이란 미국 대사관 인질 사건 당시 인질 52명을 의미한다. 같은 트윗에서 트럼프는 이란의 문화 유적을 목표로 하고 있다고 언급하였는데, 이는 헤이그 협의를 바탕으로 한 국제법을 위반할 수도 있는 것이었다. 트럼프는 그것이 전쟁 범죄라고 알려지더라도 그런 목표를 부수는 것을 망설이지 않겠다고 밝혔다.
미국 마이크 폼페이오는 이후 보고가 의심스러웠지만 트럼프가 솔레이마니의 즉각적인 계획을 분쇄하라고 명령했다고 밝혔다. 공습 이후 폼페이오는 트위터에 바그다드에서 솔레이마니의 죽음을 기뻐하는 이라크인들의 동영상을 올렸는데, 동영상에 나오는 이라크인들은 수천 명의 군중들 중 40명도 채 안 되었으며, 소규모 시위는 2분 만에 끝났다. 트위터에서 옛 안보고문관 존 볼턴은 공습을 "전세계적인 이란의 쿠드스군 활동에 대한 결정적인 한 방"으로 묘사하며, "테헤란의 정권이 바뀌는 첫 단계가 되기를 희망한다"라고 덧붙였다. 미국 부통령 마이크 펜스는 아무런 증거 없이 솔레이마니가 9.11 테러에 연루되었다고 주장했다.
이란이 이 공격에 어떻게 대응할 지에 대해 묻자 마이클 멀로리는 이란 이슬람 혁명수비대는 전세계적인 네트워크를 가지고 있으며, 목표는 미국 민간인이 될 수 있으며 이라크는 자국에서 미군의 철수를 결정할지도 모른다고 대답했다. 옛 CIA 국장 리언 패네타는 지난 40여년 중 어느 때보다도 미국이 이란과의 전쟁에 가까워지고 있다고 경고했다.
공격을 "살인", "암살" "전쟁 행위" 등으로 부르는 것에 대한 문제로 논란이 일었다. 일부 사람들은 빌 클린턴 행정부 시절 이라크, 아프가니스탄, 수단을 연달아 폭격한 것의 연장선 상으로 보며 당시의 사건을 바탕으로 한 영화 왝 더 독에서 차안해 왝 더 독 사건이라 부르기도 한다.

#### 정계
미국 정계는 정당에 따라 각기 다른 반응을 보였다. 공화당은 전반적으로 임무를 지지했으나, 민주당은 솔레이마니를 이라크 전쟁 당시 수백 명의 미군을 죽게 만든 것에 대해 비난했지만, 공격에 대해서는 의문을 품었다. 미국 상원의 미치 맥커넬은 솔레이마니를 "이란의 숙련된 테러리스트"라고 언급하며 공격을 축하했다. 미국 의원 대변인 낸시 펠로시는 공격이 도발적이고, 비균형적이라고 말하며 트럼프 행정부가 의회에 의해 승인되지 않은 이란과의 적대 관계를 30일 이내에 끝낼 것을 요구했다.
2020년 미국 대선 출마자들 중 민주당 후보는 공습을 비난했다. 옛 미국 부통령 조 바이든은 상황 악화를 경고하며 트럼프가 "화약통에 다이너마이트 1개를 던졌다"고 말했다. 상원의원 버니 샌더스는 트럼프의 위험한 관계 악화가 우리들을 중동의 또 다른 재앙적인 전쟁을 이끌고 있으며, 수많은 목숨들과 수 조 달러 이상을 대가로 치러야 한다"고 말했다. 상원의원 엘리자베스 워렌은 공격을 웩 더 도그라고 묘사하며 전쟁 행위를 통해 탄핵에 대한 압박을 무마하려는 트럼프의 시도라고 했다. 인디애나주 시장 피터 버티게그는 트럼프 행정부가 행동을 취하기 전 발생할 수 있을만한 결과들에 대한 계획을 짜야 하며, 동맹국의 지지를 받는 행동이어야 하고, 미국의 이익과 중동의 안정을 위해 행동해야 한다고 말했다. 털시 가바드는 공습을 트럼프 대통령의 전쟁 행위로 부르고 미국 헌법을 위반한 것으로 보았는데, 대통령은 전쟁을 선언할 자격이 없기 때문이었다.
로 칸나 대표와 더불어 샌더스는 의회 승인 없이 펜타콘이 군사행동을 취하는 것을 방지하기 위한 법안을 도입할 것이라고 선언했다. 미국 육군 및 외교부 위원회에 속한 팀 케인은 "의회는 트럼프 대통령으로 인해 중동의 또 다른 불필요한 전쟁에 미국이 참여하는 것을 막아야 한다"고 말했다. 2019년 6월, 케인은 이란과 전쟁을 벌이기 전 의회의 승인이 필요한 결의안을 발의했으며, 2020년 1월 3일, 이와 비슷한 결의안을 재차 발의했다. 케인의 동료인 마크 워너는 트럼프 행정부가 중동에서 또 다른 끝이 보이지 않는 전쟁을 막을 명확한 계획이 있는 지 불분명하다고 말했다.
랜드 폴 상원의원은 공습을 비난하며 공습으로 미국과 이란 사이의 긴장이 고조될 것이라고 말했다. 팍스 뉴스의 터커 칼슨은 공습을 비난하며 외국 개입을 옹호하는 "체스트 비터", 그 중 특히 벤 새스 상원의원을 비난했다. 그는 "그런데 우리가 만약 여전히 19년이라는 슬픈 시간 동안 아프가니스탄에 있었는데 무엇이 우리를 이란에서 발빠르게 빠져나올 수 있다고 생각하게 하는 거죠?"라고 물었다.
뉴욕 시장 빌 데 비아시오는 잠재적인 이란의 복수 공격에 맞서 뉴욕 경찰에 경보단계 최고를 발령하고 터널과 교량의 자동차를 검문하고, 지하철역의 가방들을 수색했다. 워싱턴 D.C. 시장 머리엘 보저는 즉각적인 위협을 감지하지는 못했지만 시민들에게 수상한 행동이 있으면 보고할 것을 상기시켰다.
미국 외교위원회장 리처드 하스는 공습을 이라크 전쟁 이후 중동에서 가장 중요한 상황이라고 부르며, 미국이 이란의 복수에 대비할 것을 요구했다. 예일 로스쿨에서 국제법 교수로 일하는 우나 A. 해서웨이는 트럼프 행정부가 공습에 가한 법적 정당성을 과거 비슷한 사건과 비교하며 평가했고, "솔레이마니를 공격한 것은 미국 헌법을 위배한 것입니다. 의회가 효과적으로 대응하지 않는다면, 법적 질서는 개선되기는커녕 붕괴될 것이며, 대통령은 어떤 때, 어느 곳에서 무슨 이유로든 그가 원하는대로 국가를 전쟁으로 이끄는 강력한 힘을 가지게 될 것입니다"라고 말했다.

#### 민간인
미국 30개 이상의 도시에서 코드 핑크와 ANSWER 동맹이 주도한 반전 시위가 1월 4일 토요일 밤에 열렸고, 이라크에 주둔한 미군의 철수를 요구했다. 수 천명의 시위대가 미국 70개 도시에 가두행진을 했다.
미국의 대체 복무 체제 웹사이트는 미군 징집 요구에 대한 정보를 찾으려는 이들로 마비되었다. 해당 기관은 잘못된 정보의 전파가 주요 원인이라고 지적했다. #WorldWarIII와 #WWIII가 소셜미디어의 트렌드가 되었으며 미국 젊은이들 사이에서는 군 징집 재개에 대한 우려도 늘어나게 되었다. 공습과 관련된 많은 인터넷 밈들이 트위터와 틱톡에서 인기를 얻게 되었다.

## 같이 보기
- 킬 리스트